# Vošce
Vošce este o localitate din comuna Lukovica, Slovenia, cu o populație de 54 de locuitori.